# Arquivo 3: 2001-2010
Arquivo 3: 2001-2010 é um álbum-coletânea dos Paralamas do Sucesso, lançado em 2010. O álbum contém músicas de todos os álbuns lançados entre 2001 e 2010 dos Paralamas, sendo o primeiro "Arquivo" a não conter músicas inéditas ou regravações (exceto uma versão ao vivo de "Selvagem").

## Faixas
1. A Lhe Esperar (Arnaldo Antunes, Liminha)
2. Cuide Bem do seu Amor (Herbert Vianna)
3. 2A (Herbert Vianna)
4. O Calibre (Herbert Vianna)
5. Quanto ao Tempo (Carlinhos Brown, Michael Sullivan)
6. Na Pista (Herbert Vianna)
7. Seguindo Estrelas (Herbert Vianna)
8. De Perto (Herbert Vianna)
9. Mormaço (Herbert Vianna, Bi Ribeiro, João Barone) - participação de Zé Ramalho
10. Soldado da Paz (Herbert Vianna) (ao vivo) - participação de Dado Villa-Lobos
11. Que País É Este (Renato Russo) (ao vivo) - participação de Dado Villa-Lobos
12. Selvagem (Herbert Vianna, Bi Ribeiro, João Barone)/Polícia (Tony Bellotto) (ao vivo) - participação de Titãs e Andreas Kisser

- Faixas 1, 5 e 9: Brasil Afora
- Faixa 2, 4 e 7: Longo Caminho
- Faixas 3, 6 e 8: Hoje
- Faixas 10 e 11: Uns Dias Ao Vivo
- Faixa 12: Paralamas e Titãs Juntos e Ao Vivo